# Sant Sadurní d’Anoia
Sant Sadurní d'Anoia – gmina w Hiszpanii, w prowincji Barcelona, w Katalonii, o powierzchni 18,95 km². W 2011 roku gmina liczyła 12 482 mieszkańców.